# 愛し野駅
愛し野駅（いとしのえき）は、北海道北見市端野町三区にある北海道旅客鉄道（JR北海道）石北本線の駅である。駅番号はA62。

## 歴史
- 1986年（昭和61年）11月1日：日本国有鉄道石北本線に愛し野臨時乗降場として開業[1][3][4][5]。旅客のみ取扱い[1]。無人駅[2]。
- 1987年（昭和62年）4月1日：国鉄分割民営化により北海道旅客鉄道に継承[3]。同時に駅に昇格[3]。
- 2004年（平成16年）4月：ホームを延長し、定期列車のドアカットを廃止[6]。

### 駅名の由来
開設にあたり端野町（当時）が一般公募で選んだ。「いつまでも愛のあるまちであるようとの願望」からとされる。なお、開業前の仮称は「小泉」であった。

## 駅構造
単式ホーム1面1線を有する地上駅。ログハウスの待合室を持つ北見駅管理の無人駅である。

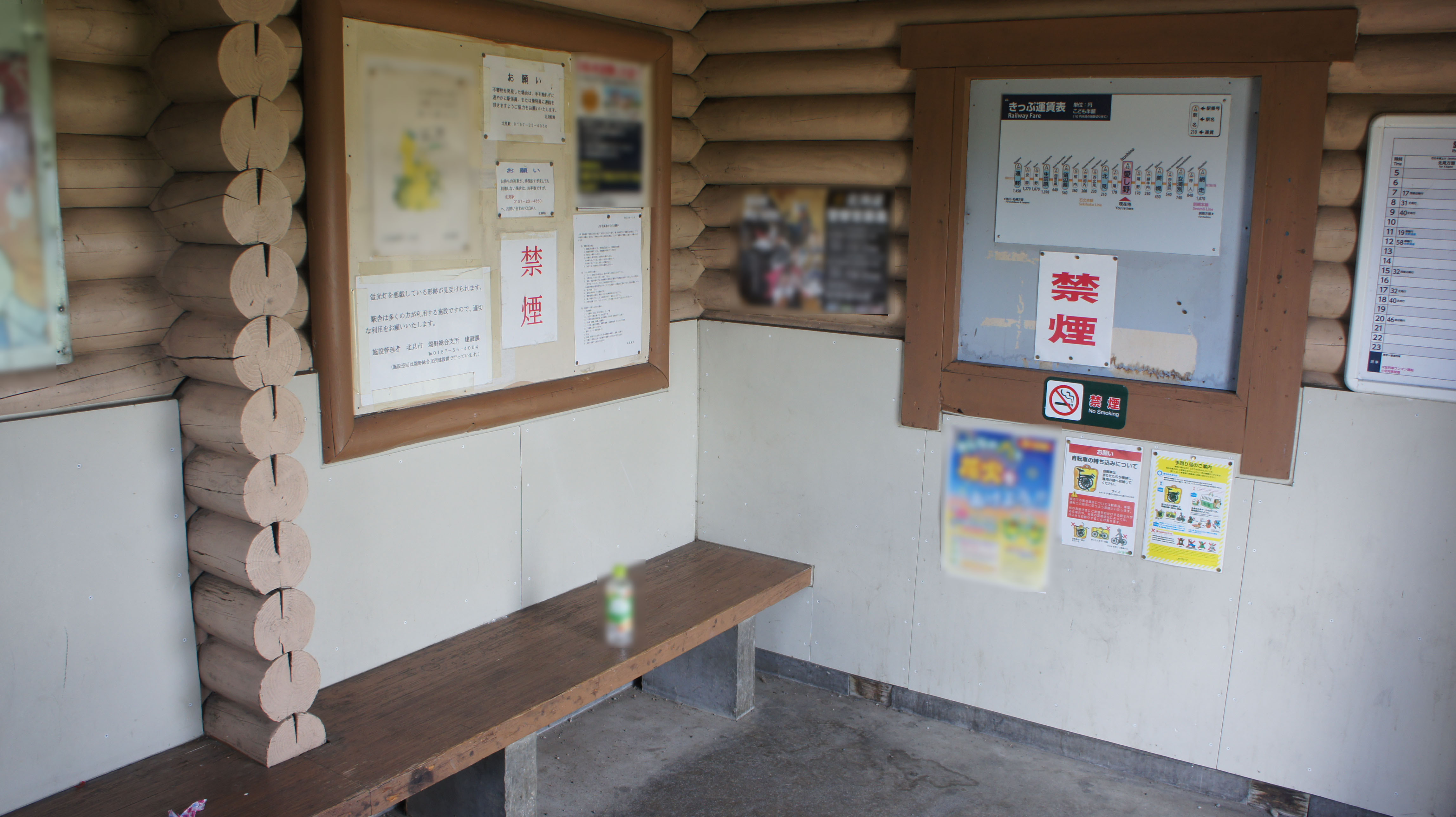
待合室（2018年7月）
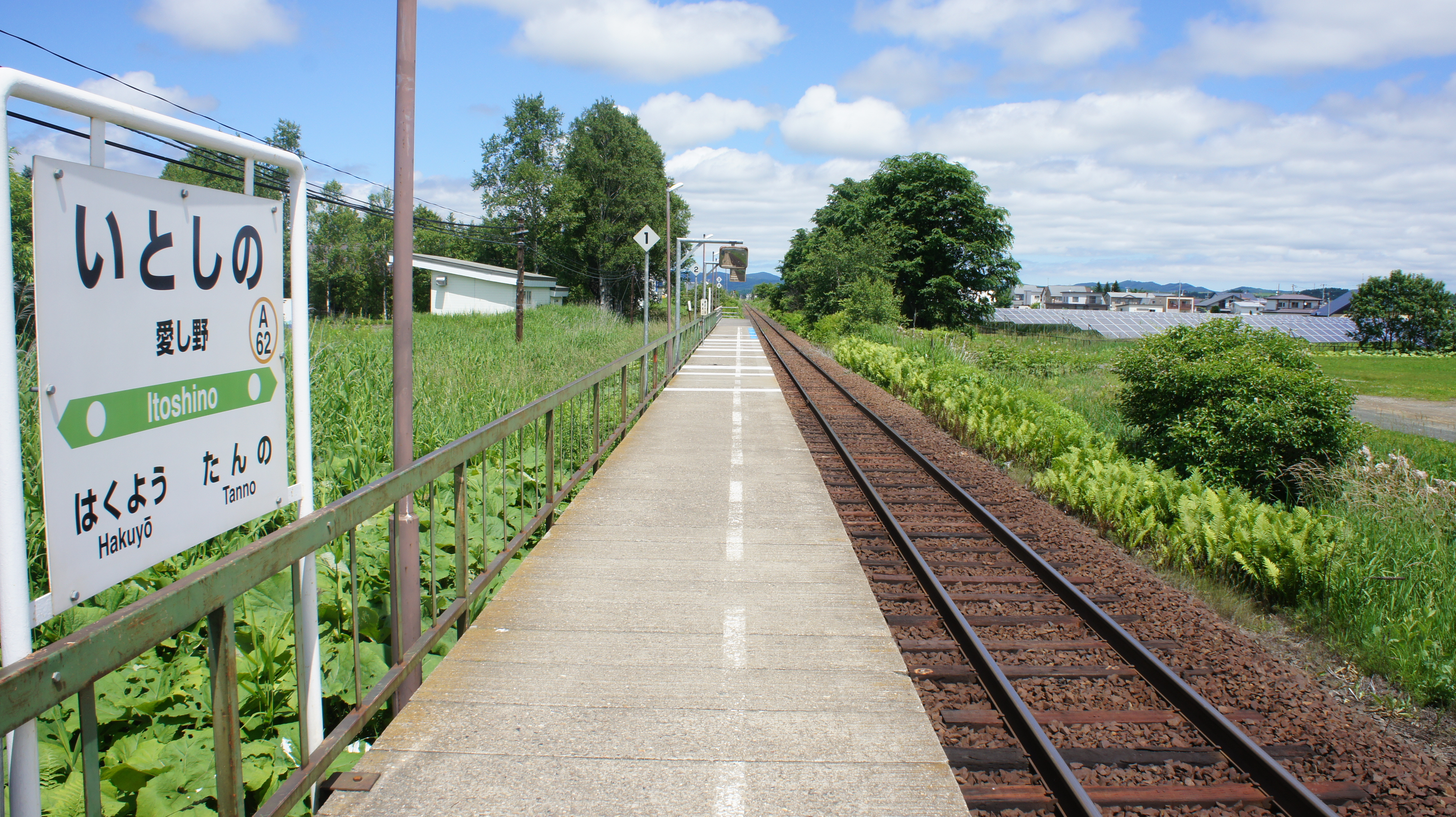
ホーム（2018年7月）

## 利用状況
乗車人員の推移は以下のとおり。年間の値のみ判明している年については、当該年度の日数で除した値を括弧書きで1日平均欄に示す。乗降人員のみが判明している場合は、1/2した値を括弧書きで記した。
また、「JR調査」については、当該の年度を最終年とする過去5年間の各調査日における平均である。
| 年度               | 乗車人員 | 乗車人員 | 乗車人員 | 出典       | 備考 |
| 年度               | 年間     | 1日平均  | JR調査   | 出典       | 備考 |
| ------------------ | -------- | -------- | -------- | ---------- | ---- |
| 2016年（平成28年） |          |          | 272.0    | [ JR北 1 ] |      |
| 2017年（平成29年） |          |          | 284.0    | [ JR北 2 ] |      |
| 2018年（平成30年） |          |          | 272.8    | [ JR北 3 ] |      |
| 2019年（令和元年） |          |          | 270.0    | [ JR北 4 ] |      |
| 2020年（令和02年） |          |          | 234.6    | [ JR北 5 ] |      |
| 2021年（令和03年） |          |          | 221.6    | [ JR北 6 ] |      |
| 2022年（令和04年） |          |          | 182.2    | [ JR北 7 ] |      |
| 2023年（令和05年） |          |          | 155.2    | [ JR北 8 ] |      |

## 駅周辺
北見市の郊外に位置し、周辺は住宅街、商業施設、農地等が混在している。
- 国道39号
  - 北海道北見バス「東武」停留所[8]
- 北海道道1024号川向端野線
- 東武イーストモール（ショッピングセンター）
  - 北海道北見バス、網走バス、北海道中央バス「東武東口」停留所[9]
  - 北海道バス「東武イーストモール端野店前」停留所[10]
- サッポロドラッグストアー端野店
- 北海道北見商業高等学校
- ミントスポット北見（ばんえい競馬場外馬券場）

## 隣の駅
北海道旅客鉄道（JR北海道）
■石北本線

柏陽駅 (A61) - 愛し野駅 (A62) - 端野駅 (A63)

### JR北海道
1. ↑  「石北線（新旭川・網走間）」（PDF）『線区データ（当社単独では維持することが困難な線区）』、北海道旅客鉄道、2017年12月8日。オリジナルの2017年12月9日時点におけるアーカイブ。2017年12月10日閲覧。
2. ↑  「石北線（新旭川・網走間）」（PDF）『線区データ（当社単独では維持することが困難な線区）(地域交通を持続的に維持するために)』、北海道旅客鉄道株式会社、3頁、2018年7月2日。オリジナルの2018年8月19日時点におけるアーカイブ。2018年8月19日閲覧。
3. ↑  “石北線（新旭川・網走間）” (PDF). 線区データ（当社単独では維持することが困難な線区）(地域交通を持続的に維持するために).   北海道旅客鉄道. p. 3 (2019年10月18日). 2019年10月18日時点のオリジナルよりアーカイブ。2019年10月18日閲覧。
4. ↑  “石北線（新旭川・網走間）” (PDF). 地域交通を持続的に維持するために > 輸送密度200人以上2,000人未満の線区（「黄色」8線区）.   北海道旅客鉄道. p. 3・4 (2020年10月30日). 2020年11月2日時点のオリジナルよりアーカイブ。2020年11月2日閲覧。
5. ↑  “駅別乗車人員  特定日調査（平日）に基づく”.   北海道旅客鉄道. 2022年8月3日時点のオリジナルよりアーカイブ。2022年8月14日閲覧。
6. ↑  “駅別乗車人員  特定日調査（平日）に基づく”.   北海道旅客鉄道. 2022年9月3日時点のオリジナルよりアーカイブ。2022年9月3日閲覧。
7. ↑  “駅別乗車人員  特定日調査（平日）に基づく”.   北海道旅客鉄道. 2023年11月10日時点のオリジナルよりアーカイブ。2023年11月10日閲覧。
8. ↑  “駅別乗車人員  特定日調査（平日）に基づく”.   北海道旅客鉄道 (2024年). 2024年9月9日時点のオリジナルよりアーカイブ。2024年9月9日閲覧。